# Grise Fiord
Grise Fiord, Aujuittuq – osada na terytorium Nunavut w Kanadzie. Położona jest na południowym krańcu Wyspy Ellesmere’a. Według danych z 2006 roku liczyła 141 osób. Miejscowość posiada lotnisko. 

## Galeria zdjęć

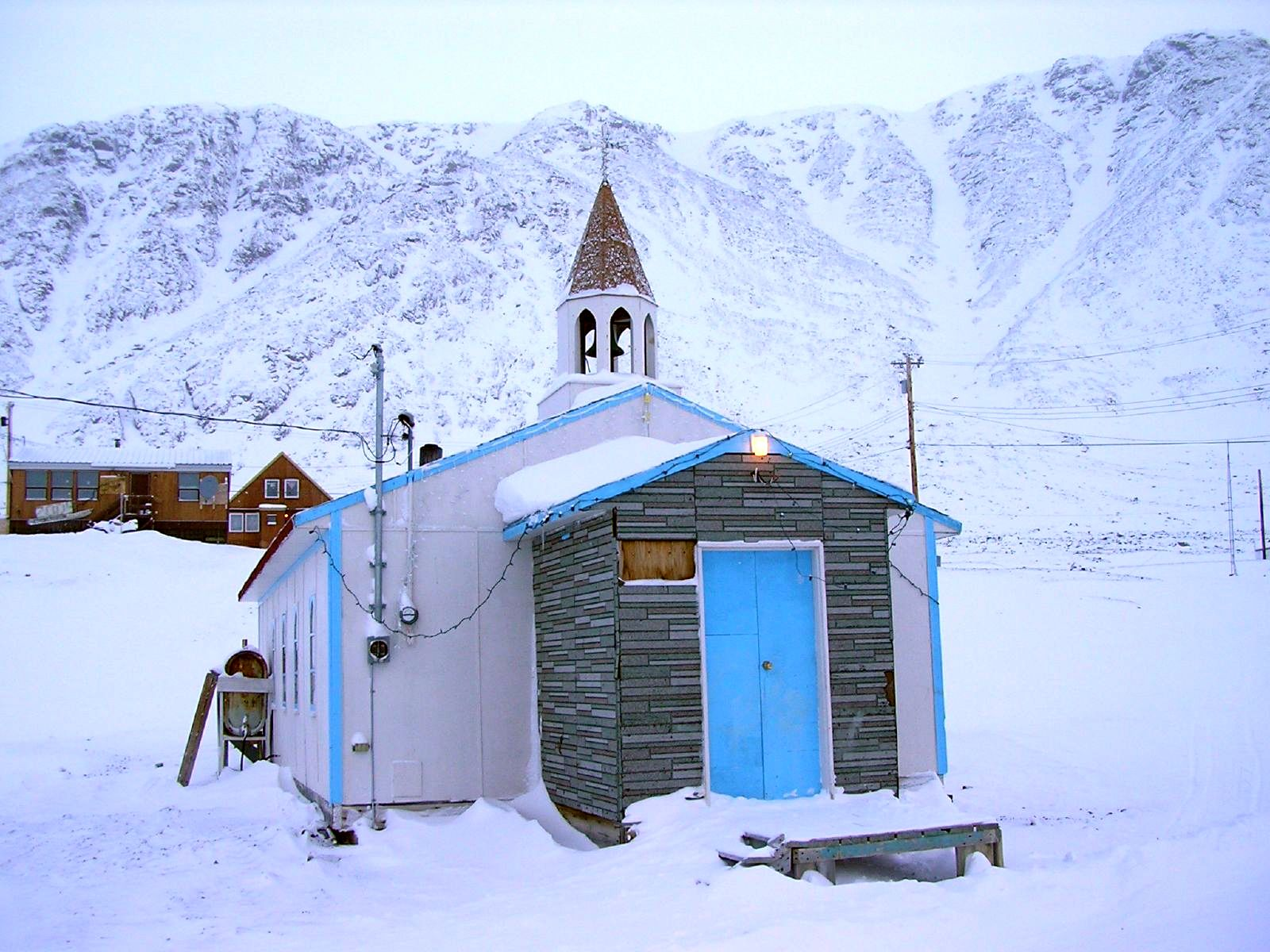
Kościół
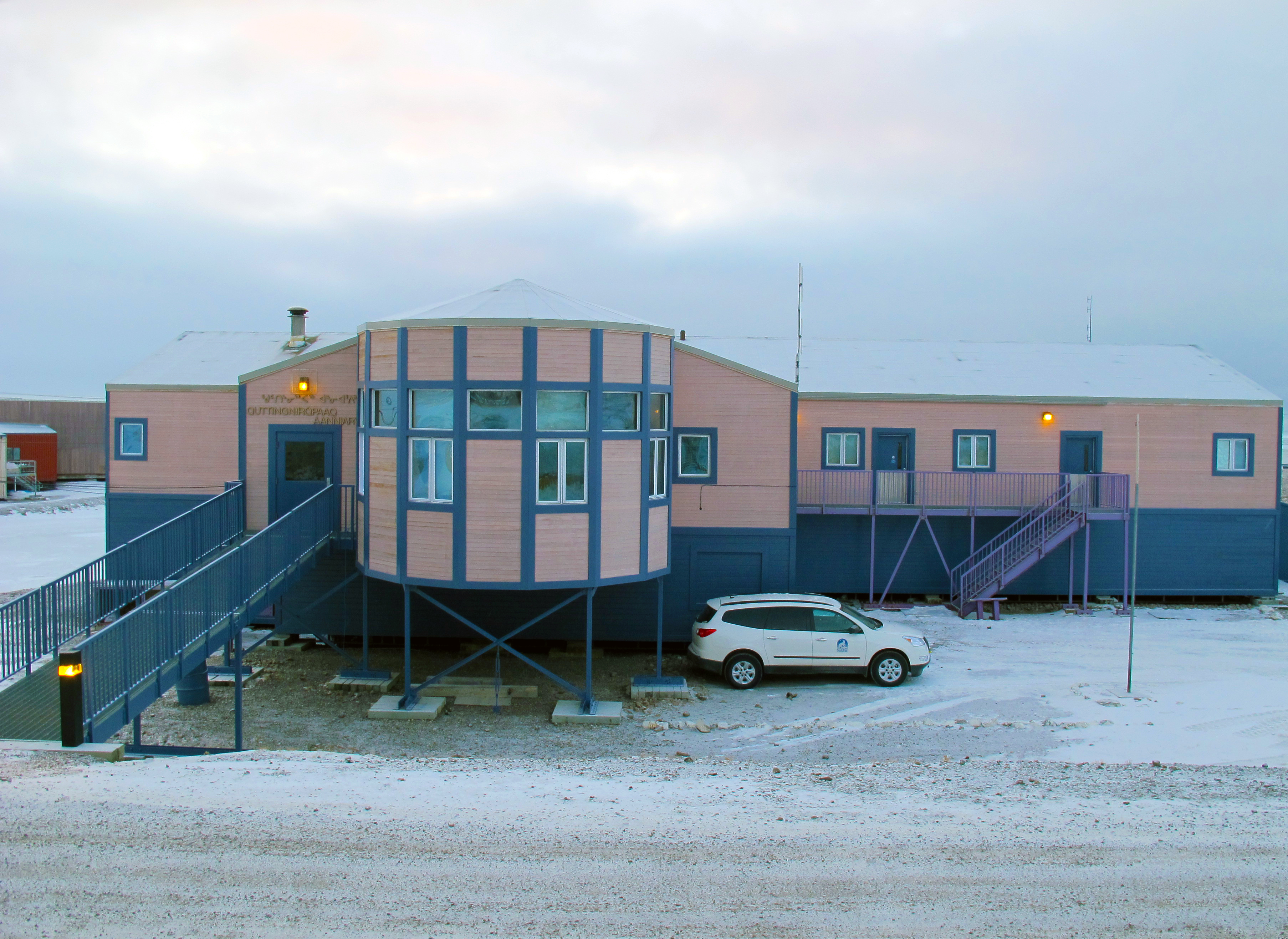
Punkt opieki zdrowotnej
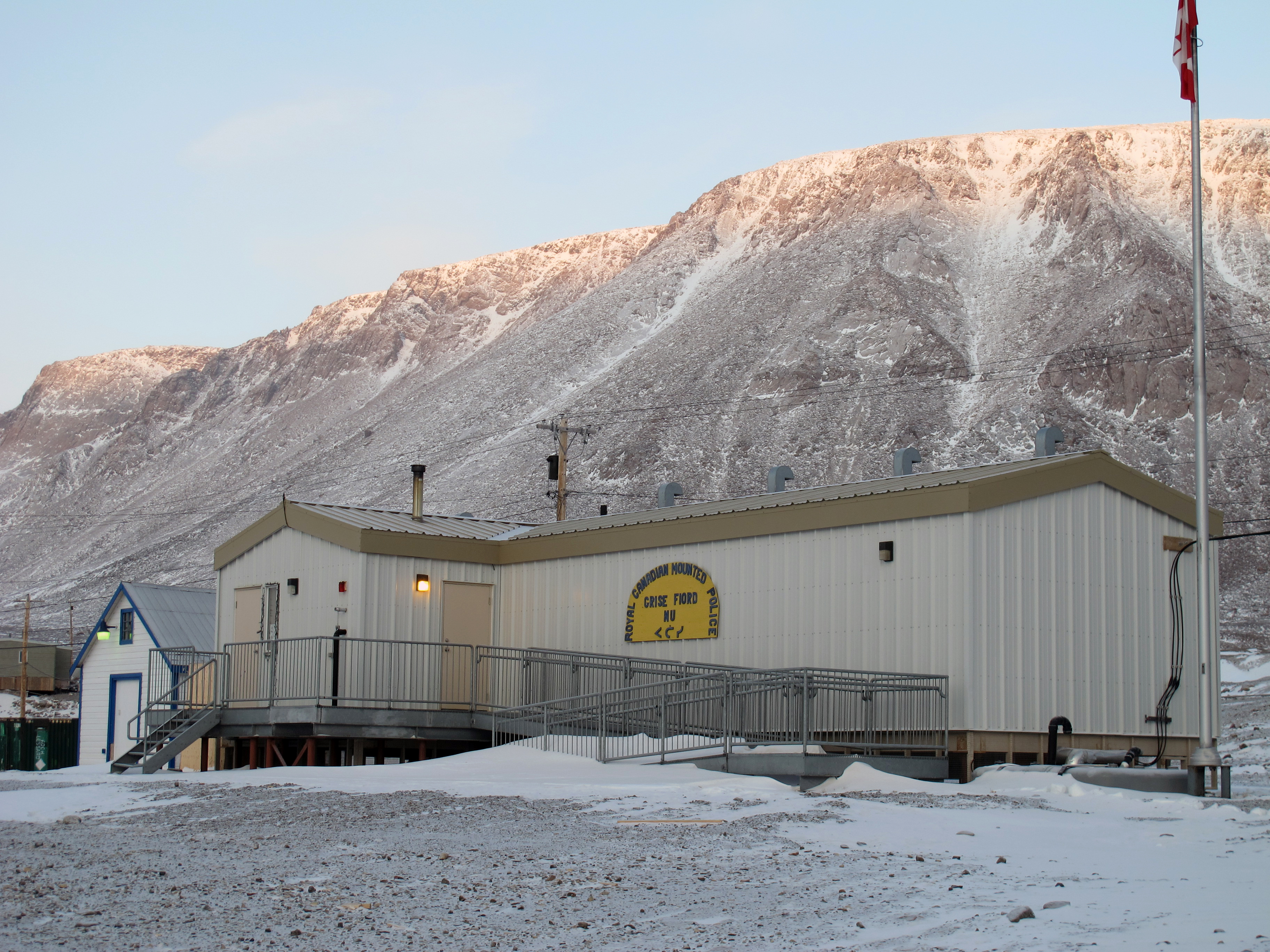
Budynek Kanadyjskiej Królewskiej Policji Konnej
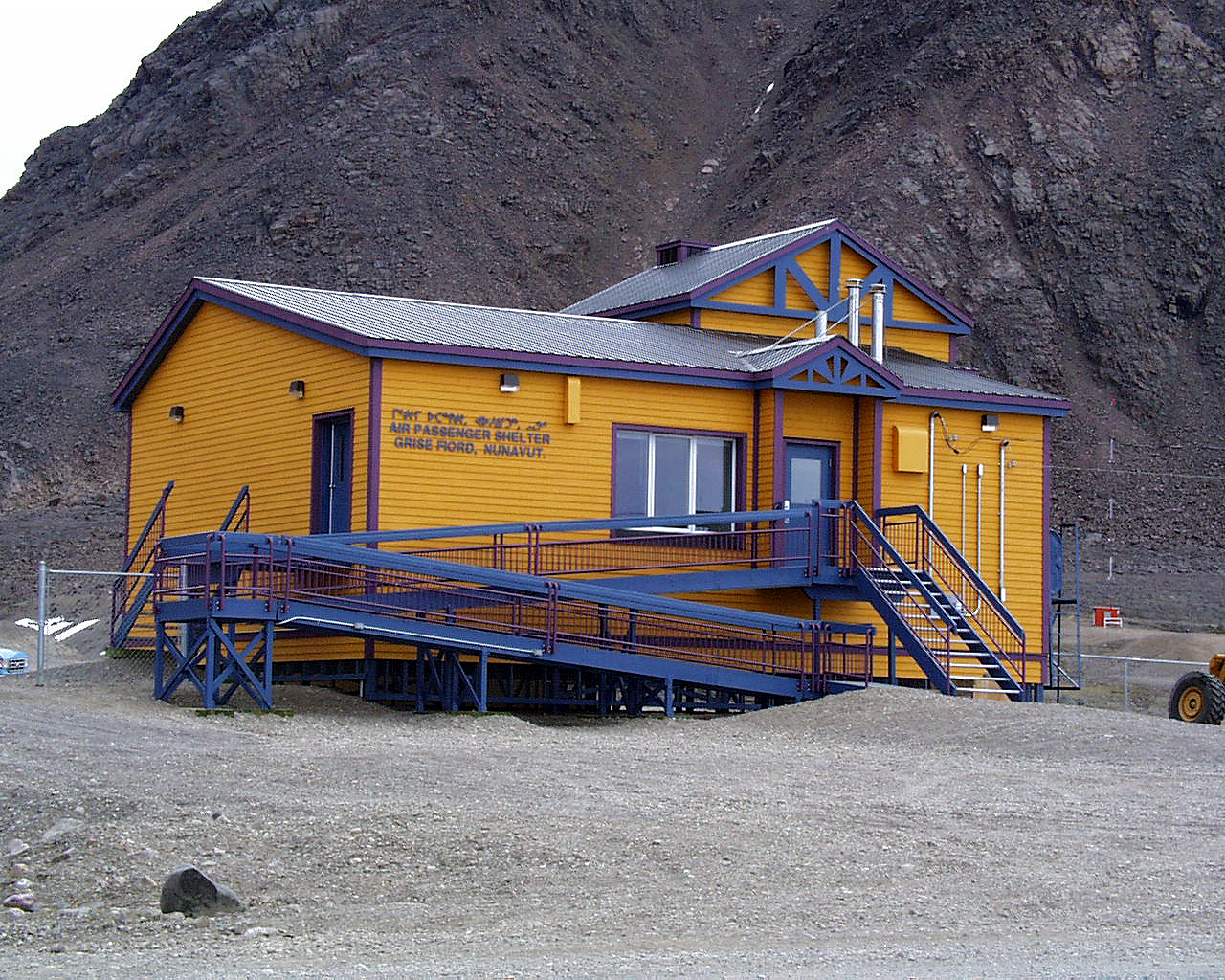
Budynek lotniska w Grise Fiord
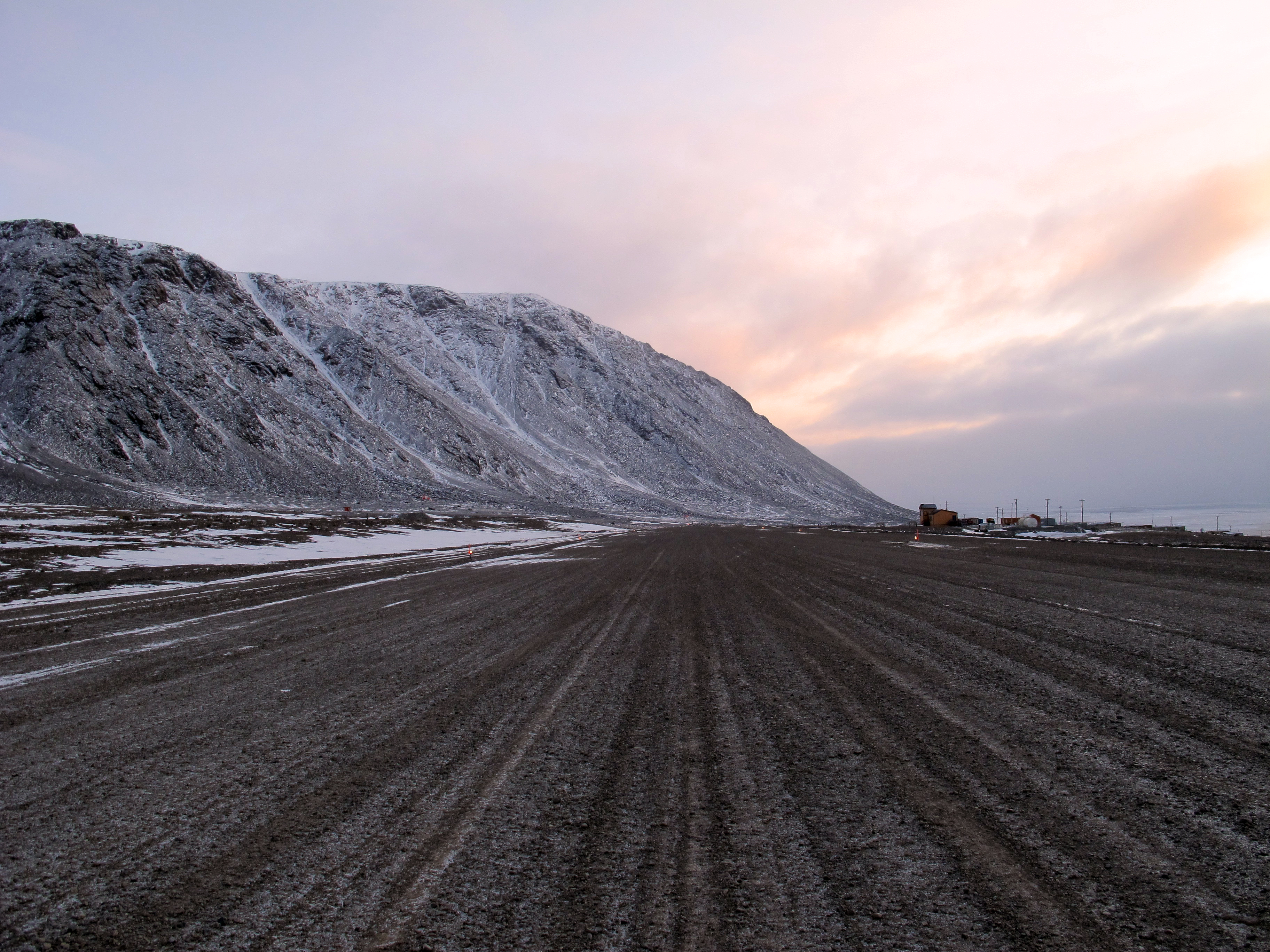
Pas startowy
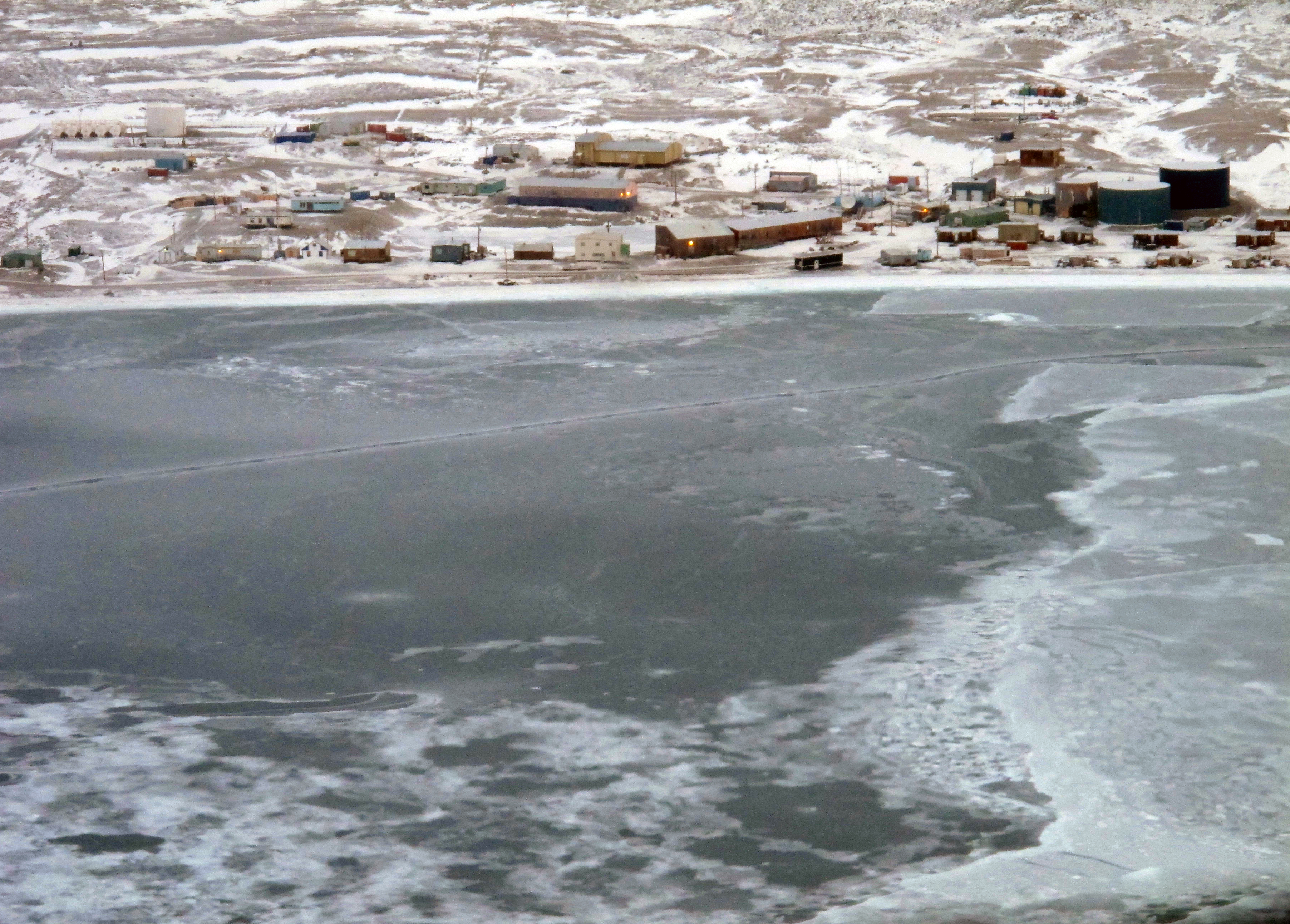
Widok na miejscowość od strony morza